# (500611) 2012 UU138
(500611) 2012 UU138 es un asteroide perteneciente al cinturón de asteroides, región del sistema solar que se encuentra entre las órbitas de Marte y Júpiter, descubierto el 18 de enero de 2009 por el equipo del Spacewatch desde el Observatorio Nacional de Kitt Peak, Arizona, Estados Unidos.

## Designación y nombre
Designado provisionalmente como 2012 UU138. 

## Características orbitales
2012 UU138 está situado a una distancia media del Sol de 3,017 ua, pudiendo alejarse hasta 3,326 ua y acercarse hasta 2,709 ua. Su excentricidad es 0,102 y la inclinación orbital 18,29 grados. Emplea 1914,98 días en completar una órbita alrededor del Sol.

## Características físicas
La magnitud absoluta de 2012 UU138 es 16,4. 